# Sembrancher
Sembrancher (alteração franco-provençal de Saint-Pancrace) é uma comuna da Suíça, situada no distrito de Entremont, no cantão de Valais. Tem 17,7 km² de área e sua população em 2018 foi estimada em 1.042 habitantes.